# Tapinoma heyeri
Tapinoma heyeri é uma espécie de formiga do gênero Tapinoma.